# Butterfly effect 3 SORAE
『Butterfly effect 3 SORAE』は、2011年8月8日に発売された東日本大震災復興支援チャリティーオムニバスCDである。

## 概要
バタフライエフェクトはオムニバスＣＤシリーズの名称で６まで発売されている。Butterfly effect 3 SORAEはシリーズ第三弾で震災復興の為に作られたアルバムで、「とにかく歌で日本を元気にしたい!!!」という志の14組のアーティストによる14曲＋ボーナストラックの全15曲が収録されている。
プロデューサーはレディオガガの半田武男、発起人は『機動戦士Vガンダム』や『仮面ライダーZO』などのテーマソングなどを担当しているinfixの長友仍世である。
大半の曲は共同プロデューサーの広能昌三が編曲している。販売元はレディオガガコーポレーション(現GAGA24/7エンタテインメント)、発売元はＡＲＡＷＡＧＩＮＯ　ＲＥＣＯＲＤＳである。

## 収録曲
1. 愛のウタ / THE RESI☆STAR（作詞:田添貴章　作曲:田添貴章　編曲:THE RESI☆STAR　4:14）
2. 紅蓮 / The Crown Avenue（作詞:foota　作曲:foota　編曲:The Crown Avenue　4:21）
3. 愛・おぼえていますか / 豆田恵子（作詞:安井かずみ　作曲:加藤和彦　編曲:広能昌三　4:38）
4. 君を想う詩 / 熊谷昌宏（作詞:熊谷昌宏　作曲:熊谷昌宏　編曲:鈴木啓介　4:12）
5. Together together / 橋本大翔（作詞:橋本大翔　作曲:Aoyama　編曲:Aoyama 3:28）
6. 負けないで / ツツミトモアキ（T・T）（作詞:坂井泉水　作曲:織田哲郎　編曲:広能昌三　4:46）
7. TOI TOI TOI・・・ / rulli rully（作詞:rulli rully　作曲:rulli rully　編曲:Emett-山崎　4:41）
8. 待つだけさ　ライブバージョン / 吉田賢（作詞:吉田賢　作曲:吉田賢　編曲:広能昌三　5：04）
9. 笑顔ハイライト / 虹組ファイツ（作詞:田中守　作曲:田中守　編曲:田中守　3:52）
10. SET YOURSELF FREE / 稲見道仁（作詞:稲見道仁　作曲:稲見道仁　編曲:稲見道仁　4:33）
11. Run&Run / 藤原しんや（作詞:長友仍世　作曲:長友仍世　編曲:広能昌三　3：52）
12. 証（絆Version） / 松城美沙（作詞:鳥島聖(改詩 お手伝:志賀泉)　作曲:鳥島聖　編曲:広能昌三　5:02）
13. 思い出 / 吉田賢（作詞:吉田賢　作曲:吉田賢　編曲:佐藤晃　4:26）
14. Carpenter bee / UG（作詞:UG　作曲:UG　編曲:UG　9:00）
15. COSMO〜母なる宇宙（そら）へ〜 / JT-PROJECT（infix長友仍世＆大神豊治）（作詞:infix長友仍世　作曲:大神豊治　編曲:大神豊治　3:40）BONUS TRACK

## ジャケット
- アルバムのジャケットは『宇宙戦艦ヤマト』や『銀河鉄道999』等のメカデザインで有名な世界的メカデザイナー板橋克己が担当。
- ジャケットにはバタフライ星雲に向かって宇宙を飛行する蝶型宇宙船（宇蝶船）SORAE号が描かれている。
- SORAE号は、争いのない世界を目指して飛行する宇宙船である為、非武装である。
- このCDケースのCDトレイには、板橋メーターによる東日本大震災の発生日時と隠しメッセージが記されている。

## こぼれ話
- 参加アーティストが14組なのに15曲入りなのは吉田賢が2曲歌っている為である。
- 「TOI TOI TOI・・・」とは、ドイツに昔から伝わる「うまくいく」のおまじないである
- 吉田賢が歌う「待つだけさ　ライブバージョン」は、CDの曲紹介のページに「三重県津市市民会館大ホール収録希望作品」と書かれている
- 「証（絆Version） 」の改詩のお手伝いをされている志賀泉は、太宰治賞を受賞した経歴を持つ小説家で、福島県出身であることからこの曲の歌詞に被災地の状況や被災者の気持ちを反映すべくご協力頂いている
- 「Carpenter bee」とは熊蜂のことで、熊蜂は、そのずんぐりとした大きな体に見合わない小さな羽根を持ち、航空力学的に飛べるはずのない形なのに飛べているとされ、そこから不可能を可能にする象徴とされている。
- 「COSMO〜母なる宇宙（そら）へ～」は、板橋克己の描くジャケットの世界観に合わせて制作された楽曲で、SEや歌詞で、その世界を見事に表している。